# Théâtre Lensoviet

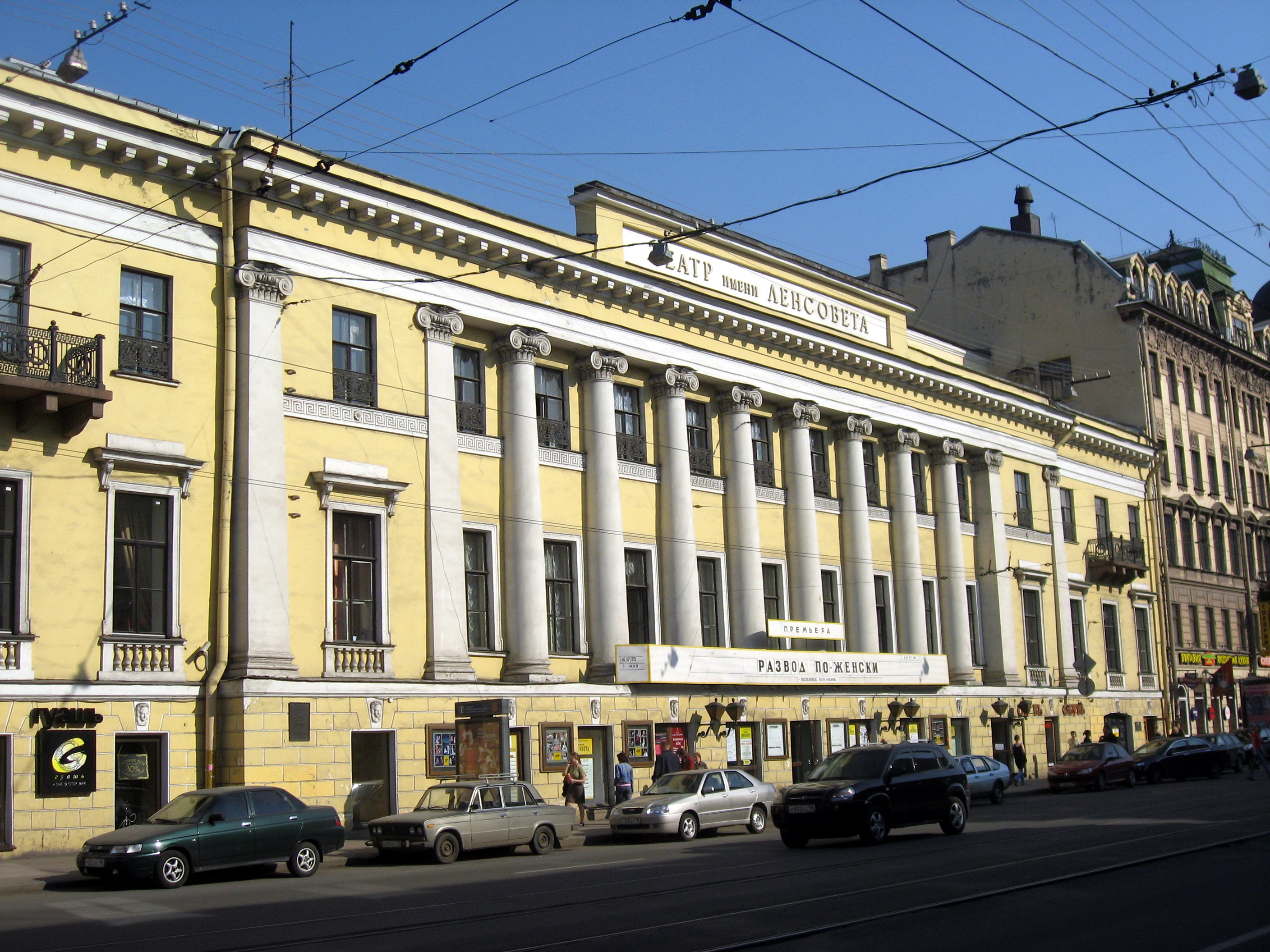
Façade du théâtre Lensoviet avec son portique à colonnes ioniques

Le théâtre académique Lensoviet de Saint-Pétersbourg (en russe : Санкт-Петербургский академический театр имении Ленсовета) est un théâtre situé à Saint-Pétersbourg au N°12 de la perspective Vladimirski dans l'ancien hôtel particulier Korssakov.

## Historique
C'est en 1929 qu'est fondé le Jeune Théâtre, il prend le nom de Nouveau Théâtre en 1933 et se situe dans l'ancienne église hollandaise de la perspective Nevski. Il est dirigé par Sergueï Radlov, après le départ de Meyerhold pour Moscou et il est couramment appelé par le nom de son directeur. Il est renommé théâtre Lensoviet de Léningrad en 1939, puis en 1953, pour marquer le vingtième anniversaire de la troupe, théâtre du soviet de Léningrad.

## Metteurs en scène
- Isaak Kroll (1933-1937)
- Sergueï Radlov (1939-1944)
- Boris Souchkevitch (1939-1946)
- Nikolaï Akimov  (1949-1956)
- Igor Vladimirov (1960-1996)
- Vladislav Pazi (1996-2006)
- Youri Boutoussov (2006 - 2014)
- Larissa Louppian (2016 - aujourd'hui)

## Acteurs
- Alissa Freindlich (1961 - 1983, 2000 - aujourd'hui)
- Gueorgi Jjonov  (1958 - 1968)
- Elena Soloveï (1985 - 1991)
- Alexeï Petrenko  (1958 - 1971)
- Anatoli Ravikovitch (1962 - 1988)
- Larissa Louppian (1975 - aujourd'hui)
- Mikhaïl Boyarski (1975 - aujourd'hui)
- Petr Chelokhonov (1982 - 1992)
- Constantin Khabenski (1995 - 1997)
- Mikhaïl Poretchenkov  (1995 - 1997)
- Anna Kovaltchouk   (1998 - aujourd'hui)
- Andreï Zibrov (1997 - aujourd'hui)
- Semion Strougatchev (1988 - aujourd'hui)